# プロ空手協会
プロ空手協会（プロからてきょうかい、英: Professional Karate Association, PKA）は、アメリカの空手、キックボクシングの王座認定団体。1974年に設立。1970年代に欧米で最も成功したプロキックボクシング団体であったが、1990年代のShowtimeとの共催を経て活動休止。2022年よりPKA Worldwide名義で、立ち技格闘技の打撃を重視した格闘技興行団体として活動。

## 歴史

### 設立
1974年にジョー・ルイスと、テレビプロデューサーでブルース・リーとルイスの弟子であるトム・タネンバーンは、極真会館のフルコンタクト空手とは異なる、ボクシンググローブを着用して直接打撃する試合形式を考案した。
それまでアメリカ合衆国の空手の試合は対戦相手の体に直接打撃せずに寸止めでポイントを争う試合が一般的だったが、1970年1月17日に開催された空手大会ではスペシャルマッチとしてロサンゼルスで初めて、直接打撃する試合が行われ、選手はボクシングリングで上半身裸にボクシンググローブ着用、下半身は空手着という格好で、ルイスは2ラウンドKO勝ちした。
この時点ではフルコンタクト空手という名称はまだ使われておらず、キックボクシングと呼ばれていた（当時既に専門誌において日本のキックボクシングが紹介されていた為）。したがってルールも後のPKAのそれとは違い、下半身への攻撃だけでなく、肘打ちや膝蹴りも認められていた。過激なルール故か参加選手も少なく色物扱いされており、ルイス自身も殆どの試合を1, 2ラウンドで終わらせていた。1971年には、全日本キックボクシング連盟の初代ミドル級王者、レイモンド・エルダーとの対戦も持ちかけられたが、体重差およびファイトマネーの少なさから実現はしなかった。1973年には、事実上消滅してしまった。
ルイスはプロモーターのマイク・アンダーソンに企画を持ち込むと、クワイン夫妻と共に興行会社を立ち上げた。それがプロ空手協会である。クワイン夫妻は空手については全くの素人だったが、チャック・ノリスの道場に入門したりと、業界に知人をもつようになると、ビジネス感覚に疎い空手家達の信頼を集めるようになり、PKAの初代会長となった。

### 初代王者の認定
同年9月14日に、カリフォルニア州のロサンゼルス・スポーツアリーナにて、最初の世界王者決定トーナメント「WORLD PROFESSIONAL KARATE CHAMPIONSHIPS 1974」を開催した。この大会はABCによってテレビ放映され、格闘技とは無関係のメディアにも取り上げられた。興行収入は5万ドルに上った。14人が参加し、4階級で初代世界王者が決まった。ライト級イザイナス・ドゥエナス、ミドル級ビル・ウォレス、ライトヘビー級ジェフ・スミス、ヘビー級ジョー・ルイスの4人である。なお、メキシコ人のドゥェナスを除き、残り3人は全員アメリカ人である。優勝者全員には、それぞれ3000ドルの優勝賞金が支払われた。なお、高い興行収入を上げたにもかかわらず、アンダーソンはこの興行で6万ドルを損失し、タネンバーンは興行の権利をABCに売却した。また、伝統的な武道団体からは、こうしたショー的な空手に非難の声があがった。フルコンタクトを推進していたのは、主にルイスのように沖縄で防具着用の組手を経験した空手家が多く、寸止めを提唱していた日本本土の空手や韓国のテコンドーを経験したものからはフルコンタクトに対する不快感が少なからずあったようだが、これらの流派においても新しい世代の修行者たちは、そういった偏見を持つ事無く、フルコンタクトに参加していった。
ジョー・ルイスが始めた1970年の頃と異なるのは、この当時、フルコンタクト空手にボクシングを導入するという概念が関係者の中には希薄だったことである。ルイスの師であったブルース・リーはボクシングのハンドテクニックが最高であると強く信じていたが、PKAの関係者はなるべく空手の手技を使用できるようにと、1973年にアメリカのテコンドー界の父と呼ばれるジューン・リーが発明したウレタン樹脂性のプロテクターを手、脛、足首における着用を義務づけた。手のグローブの方は、手刀や背刀など空手の手技が使えただけでなく、掴んで投げるということもできたが（後に投げ技は禁止された）、フルコンタクトで使うには耐久力が低かった事と、指先が出ているので、対戦相手の目に入ったり（実際、網膜剥離の事故があった）と問題が指摘されるようになり、ボクシング・グローブ着用に変更された。この事により、フルコンタクト空手はボクシングの手技に空手の蹴り技（腰より上のみの蹴りで、足払いはプロテクションのかかっている足首の部分のみ有効）で構成された競技として確立していく事になる。ただし、伝統的な空手の手技として回転裏拳打ちは、そのまま採用された。
初代王者が決定すると、翌年5月3日にアトランタでミドル級王座の初防衛戦がコーリーがプロモートしていた空手大会、「THE BATTLE OF ATLANTA」のアトラクションとして開催された。試合はウォレスがジョー・コーリーを下し、初防衛に成功した。この頃には世界ランキングが10位まで制定されていた。王座は空位ながらスーパーライト級も新設された。